# 어맨다 태핑
어맨다 태핑(영어: Amanda Tapping, 1965년 8월 28일 ~ )은 잉글랜드 태생의 캐나다 배우이다. 스타게이트 시리즈의 서맨사 카터 역으로 유명하다.

## 출연 작품
- 건 파이터 (2018)
- 여자1 여자2 여자3 (2017)
- 키드 캐나비스 (2014)
- 랜덤 액츠 오브 로맨스 (2012)
- 스페이스 밀크쉐이크 (2012)
- 생츄어리 시즌4 (2011)
- 생츄어리 시즌3 (2010)
- 생츄어리 시즌2 (2009)
- SGU 스타게이트 유니버스 (2009)
- 생츄어리 시즌1 (2008)
- 스타게이트 - 컨티넘 (2008)
- 스타게이트 - 진실의 상자 (2008)
- 인게이지드 투 킬 (2006)
- 스타게이트 - 아틀란티스 (2004)
- 게드 전기: 어스시 마법사 (2004)
- 어느날 그녀에게 생긴 일 (2002)
- 더블 데이트 대소동 (1997)
- 스타게이트 - 시리즈 (1997)
- 플래시 포워드 (1996)
- 사랑의 승리 (1996)
- 다니엘 스틸 - 추억 (1996)
- 다니엘 스틸 - 진정한 사랑 (1996)
- 도너 (1995)
- 아이를 빌려드립니다 (1995)